# 至心流
至心流（ししんりゅう）とは、小泉利心斎が開いた柔術、捕手の流派である。

## 歴史
流祖は、竹内流を学んだ小泉利心斎である。
竹内藤一郎、竹内内記を経て関民子に竹内流が伝わり、その弟子の小泉利心斎が工夫を加えて寛文四年（1664年）に至心流と号して庄内に伝えた。
助川から至心流を学んだ岩瀬一心斎重周は、竹生島流棒術の免許皆伝でもある。